# Special-purpose acquisition company
Special-purpose acquisition company (SPAC) (дословно можно перевести — компания по приобретению специального назначения, СПАК) — компания, созданная специально для слияния с другой частной компанией, которая желает выйти на биржу, минуя процедуру IPO. СПАКи позволяют розничным инвесторам осуществлять прямые инвестиции в перспективные компании, в том числе и с использованием заемных средств. По данным Комиссии по ценным бумагам и биржам США (SEC), «компания создается специально для объединения средств инвесторов с целью финансирования слияния или поглощения перспективных компаний в установленные сроки».

## Описание
SPAC — это альтернатива IPO для некоторых стартапов и новый способ привлечения капитала для инвесторов. Начинается всё с привлечения средств инвесторов: SPAC проводит первичное размещение так называемым blank-check («пустые чеки»). На этом этапе инвесторы покупают SPAC, у которого нет ни активов, ни истории деятельности, ни бизнес-плана. Все собранные средства на IPO помещаются на эскроу-счет — это служит гарантией, что они пойдут на приобретение бизнеса, а не на личные цели руководителей SPAC. По правилам Комиссии по ценным бумагам и биржам США (SEC), акции SPAC размещаются по фиксированной цене в $10. Также инвесторы в пакете с акциями обычно получают варранты — бумаги, позволяющие купить еще акций по заранее определенной цене. Вложения в SPAC доступны только квалифицированным инвесторам. Менеджмент (их называют спонсорами SPAC) собирает деньги инвесторов и заемные средства, чтобы инвестировать в приобретение частной компании без больших долгов. Обычно спонсорами SPAC выступают известные финансисты — руководителям-ноунеймам трудно договориться о сделке и, как следствие, привлечь средства инвесторов. По правилам SEC, компании SPAC создаются на срок два года с момента IPO (реже — 18 месяцев). В случае, если до истечения этого срока менеджмент компании не произвёл слияния или поглощения, — SPAC ликвидируется, а деньги возвращаются инвесторам. Сливаться со связанными со спонсорами компаниями запрещено. По правилам, SPAC обязана потратить не менее 80% собранных средств на один актив. Частные компании, сливающиеся со SPAC, могут конвертировать свои бумаги в акции SPAC в пропорции 1:1, после этого тикер SPAC меняется на тикер новой публичной компании.

## Риски
Для частного бизнеса SPAC — это возможность прийти на биржу, минуя процедуру листинга и экономя средства и время. Компании не нужно платить инвестбанкирам и регуляторам за листинг, маркетинг и прочее, поскольку за все это уже заплатили спонсоры SPAC. Менеджмент SPAC — потенциально главные бенефициары SPAC в случае успешного слияния
. Главный риск для учредителей — потеря собственных средств в случае неудачного слияния или же провала сделки, в случае ликвидации SPAC они несут все операционные издержки. В случае успешного слияния инвестор в SPAC имеет шанс вложиться в перспективный бизнес, которого еще нет на бирже. При этом он получает ликвидные активы, которые может продать сразу после истечения ограничительного периода, и не платит комиссии, как было бы в случае вложений через фонд прямых инвестиций. Но есть и подводные камни — инвестор не знает, во что вкладывается. Значительная часть SPAC попросту не находит бизнес для слияния и распускается. Для инвестора это не худший вариант, ведь тогда  вложенные средства попросту вернутся с эскроу-счетов. Хуже другой вариант: слияние, в результате которого бумаги преобразованных SPAC теряют в цене.  Чем ближе к концу дедлайна (1,5–2 лет с момента IPO) — тем выше вероятность плохой сделки (слияния с наспех выбранной сомнительной и/или переоцененной спонсорами компанией). По данным газеты The Wall Street Journal, акции более половины SPAC, ставших публичными в 2015–2016 годах, сейчас торгуются ниже стоимости IPO.

## Примеры

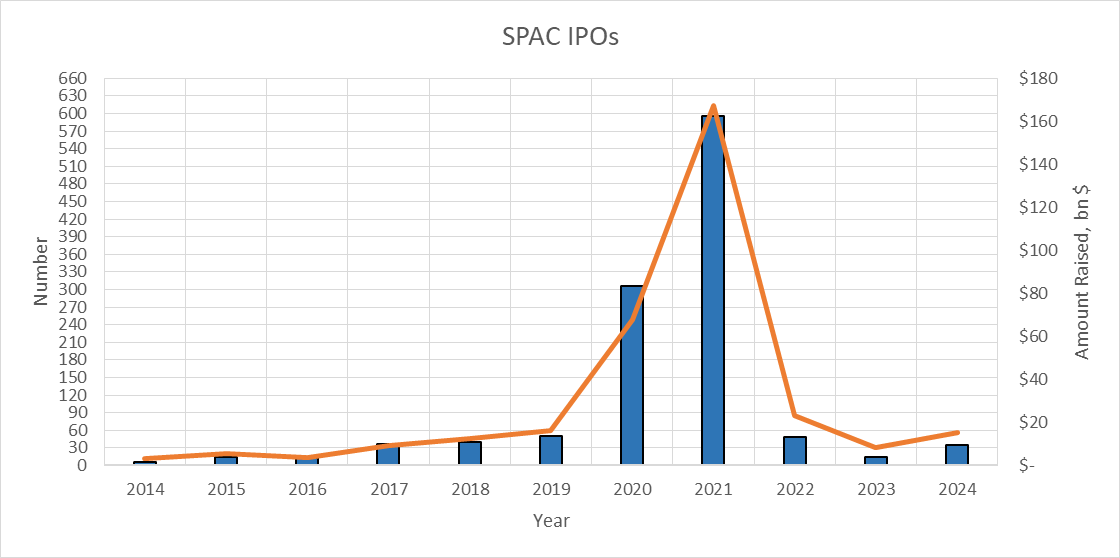
График-диаграмма количества проведенных IPO с помощью компаний SPAC

Начиная с 2014 года, наблюдается увеличение интереса к такому способу выхода на биржу:
- 2014: 12 размещений через SPAC на сумму $1.8 млрд
- 2015: 20 размещений через SPAC на сумму $3.9 млрд
- 2016: 13 размещений через SPAC на сумму $3.5 млрд
- 2017: 34 размещений через SPAC на сумму $10.1 млрд
- 2018: 46 размещений через SPAC на сумму $10.7 млрд
- 2019: 59 размещений через SPAC на сумму $13.6 млрд
- 2020: 248 размещений через SPAC на сумму $83.4 млрд
- 2021: 613 размещений через SPAC на сумму $162.40 млрд
- 2022: 86 размещений через SPAC на сумму $13.40 млрд
- 2023: 31 размещений через SPAC на сумму $3.85 млрд
- 2024: 57 размещений через SPAC на сумму $9.65 млрд

28 октября 2019 года на Нью-Йоркскую фондовую биржу вышел космический туроператор Ричарда Брэнсона Virgin Galactic, в этом ему помогли венчурный инвестор Чамат Палихапития и его SPAC Social Capital Hedosophia Holdings, купивший 49% бумаг Virgin Galactic за $800 млн. В феврале 2020-го котировки Virgin Galactic выросли на 255% с момента старта торгов, однако затем, как и весь рынок, рухнули в феврале.
4 июня 2020 года производитель электрогрузовиков Nikola, после сделки со SPAC VectoIQ, вышел на биржу NASDAQ. В первый день торгов стоимость акции достигла $33,75 за штуку. За первые три сессии торгов на бирже капитализация компании почти догнала капитализацию Ford Motor. При этом компания пока даже не запустила производство машин. В конце декабря 2020 года акции торговались на уровне $17 — вдвое дешевле, чем в первый день торгов. В июле основателя объявили мошенником, а котировки компании рухнули.
Virgin Orbit объединится с СПАКом NextGen. Компания получит $483 млн наличными, включая частные инвестиции в биржевые акции на $100 млн. Virgin Orbit будет торговаться на Nasdaq под тикером VORB.